# Hot 100 Singles Sales
Hot 100 Singles Sales (znana również jako Singles Sales) – jedna z wielu list przebojów opracowywanych regularnie przez amerykański magazyn muzyczny Billboard. Tworzona jest na podstawie sprzedaży singli i wraz z Billboard Hot 100 Airplay i Hot Digital Songs stanowi trzy siostrzane notowania, które kształtują zestawienia Billboard Hot 100. Często piosenki, które plasują się na szczycie Hot 100 Singles Sales, nie są wystarczająco popularne, by zająć jakąkolwiek pozycję na Billboard Hot 100.